# George Jessel (comédien)
Pour les articles homonymes, voir Jessel.
George Albert Jessel (3 avril 1898 - 23 mai 1981) est un comédien, compositeur, écrivain et producteur américain. Il est l'auteur de comédies musicales.

## Biographie
George Jessel commence sa carrière d'acteur à l'âge de 9 ans, avec des apparitions dans des théâtres de Broadway après la mort de son père. En 1919, il se produit dans un spectacle solo intitulé George Jessel's Troubles. Il fait également ses débuts au cinéma dans le film The Other Man's Wife de Carl Harbaugh. Il est coauteur des paroles de Oh How I Laugh When I Think How I Cried About You. En 1921, il enregistre même un succès, The Toastmaster, qui deviendra un de ses surnoms en raison de ses nombreuses apparitions comme animateur, y compris à la 9e cérémonie des Oscars.
Durant les années 1920, il compose, écrit ou produit plusieurs comédies musicales, notamment le The Jazz Singer en 1925 à Broadway. Le succès de la pièce incite Warner Bros. à en faire un film dans lequel le rôle principal est proposé à Jessel, rôle qu'il décline. Le film Le Chanteur de jazz, le premier film parlant, paraît en 1927 et assure la notoriété de Al Jolson, tandis que la carrière de Jessel demeurera confinée à de petits rôles.
En 1943, il s'installe à Hollywood et produira 24 films, dont Les Dolly Sisters en 1945.
Il a rédigé trois ouvrages sur ses mémoires, So Help Me (1943), This Way, Miss (1955), et The World I Lived In (1975).
Au début des années cinquante, il anime l'émission radiophonique The George Jessel Show, qui deviendra une émission à la télévision de 1953 à 1954. Il fait par la suite des apparitions régulières à la télévision, avant d'être déconsidéré pour son style un peu daté et pour ses prises de position politiques.
En 1969, il a reçu, pour sa contribution à des organismes de charité, le Jean Hersholt Humanitarian Award. George Jessel possède également son étoile sur le Walk of Fame (Hollywood).
Il meurt d'un infarctus en 1981 à Los Angeles en Californie.

## Filmographie
Acteur

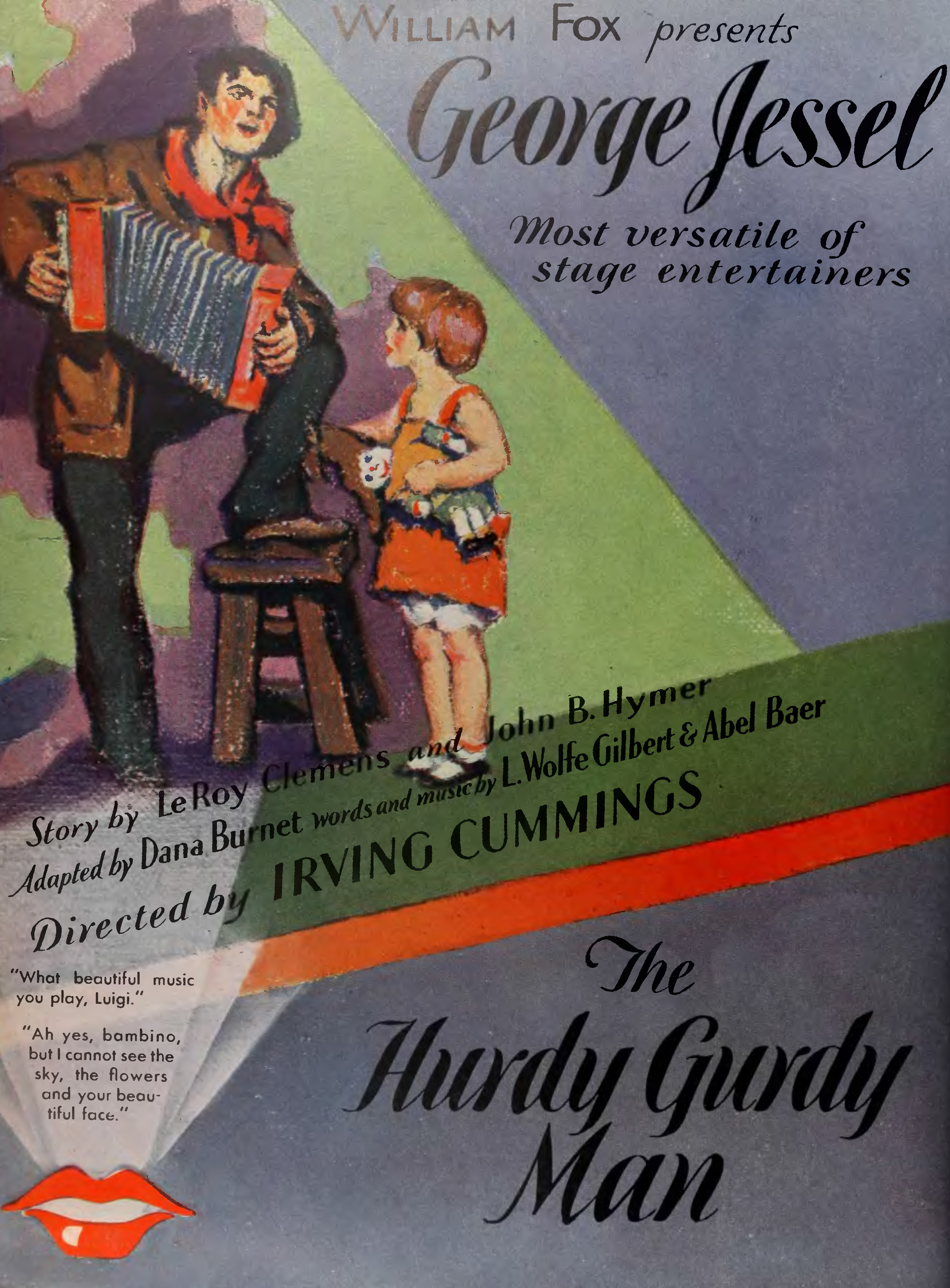
George Jessel à l'affiche de The Hurdy Gurdy Man (1929).

- 1926 : Private Izzy Murphy de Lloyd Bacon : Isadore 'Izzy' Goldberg / I. Patrick Murphy
- 1929 : Lucky Boy de Norman Taurog et Charles C. Wilson : Georgie Jessel

Producteur
- 1947 : Embrassons-nous (I Wonder Who's Kissing Her Now) de Lloyd Bacon
- 1948 : À toi pour la vie (When My Baby Smiles at Me) de Walter Lang
- 1951 : Folies de Broadway (Meet Me After the Show) de Richard Sale
- 1953 : La Folle Aventure (The I Don't Care Girl) de Lloyd Bacon